# Sankt Veit in der Südsteiermark
Sankt Veit in der Südsteiermark è un comune austriaco di 4 069 abitanti nel distretto di Leibnitz, in Stiria; ha lo status di comune mercato (Marktgemeinde). È stato creato il 1º gennaio 2015 dalla fusione dei precedenti comuni di Sankt Nikolai ob Draßling, Sankt Veit am Vogau e Weinburg am Saßbach; capoluogo comunale è Sankt Veit am Vogau.